# Шевчук, Валентин Климентьевич
Валентин Климентьевич Шевчук (21.02.1921 — 07.02.1945) — командир орудия 45-го гвардейского артиллерийского полка, гвардии старшина. Герой Советского Союза (1945).

## Биография
Родился 21 февраля 1921 года в селе Дубовые Махаринцы ныне Казатинского района Винницкой области Украины. Украинец. Жил в городе Запорожье, окончил 10 классов.
Осенью 1939 года был призван в Красную Армию Казатинским райвоенкоматом. Красноармеец Шевчук службу проходил в частях пограничных войск НКВД СССР, охранявших государственную границу в Карелии. Здесь встретил начало Великой Отечественной войны.
На фронте с первых дней войны, в первых боях был ранен. Потом участвовал в обороне Ленинграда, воевал на Калининском, 1-м Прибалтийском и 3-м Белорусском фронтах. Стал артиллеристом, командиром орудия. За боевые заслуги был награждён орденом Красной Звезды и медалью «За отвагу». Особо отличился в боях в Восточной Пруссии.
21-22 января 1945 года командир орудия старшина Шевчук огнём поддерживал наступление стрелковых подразделений на подступах к реке Дайма. При переходе по льду водной преграды в районе населённого пункта Гольдбах первым со своим орудием переправился на противоположный берег и прикрыл артиллерийским огнём продвижение стрелковых подразделений. 5-6 февраля, отражая контратаки противника у населённого пункта Пелькайи-Поерштиттен, уничтожил вражеский танк и более 30 солдат и офицеров.
7 февраля 1945 года, когда в районе населённого пункта Мюлле-Тюренберг танкам противника удалось прорваться к штабу дивизии, расчёт гвардии старшины В. К. Шевчука, оказавшись поблизости, вступил с ними в единоборство и подбил три танка, чем обеспечил безопасный отход штаба дивизии вглубь нашей обороны. В этом бою, оставшись у орудия один, погиб.
Указом Президиума Верховного Совета СССР от 29 июня 1945 года за образцовое выполнение боевых заданий командования на фронте борьбы с немецко-вражеским захватчиками и проявленные при этом мужество и героизм гвардии старшине Шевчуку Валентину Климентьевичу посмертно присвоено звание Героя Советского Союза.
Награждён орденами Ленина, Красной Звезды, медалью.
Похоронен в братской могиле в поселке Черепаново Светловского городского округа Калининградской области, где позднее была установлена мемориальная доска. Именем Героя названы улица в городе Запорожье, улица в городе Полесск, Калининградской области, судно Министерства рыбного хозяйства, приписанное в порту Калининград.